# Vârful Lucina, Obcina Mestecănișului
Vârful Lucina, având înălțimea de 1.588 m, este cel înalt vârf din subgrupa montană Obcina Mestecănișului parte a Carpaților Orientali.